# حوزه مغناطیسی
حوزه مغناطیسی (انگلیسی: Magnetic domain) در مواد مغناطیسی، گشتاور برخی‌از سلول‌های مغناطیسی هم‌راستا است که به آن‌ها حوزه مغناطیسی گفته می‌شود. جهت‌های این حوزه‌ها تصادفی بوده و اثر هم‌دیگر را خنثی می‌کنند. البته با اعمال میدان مغناطیسی می‌توان حوزه‌های هم‌راستا به وجود آورد.